# Dégelis
Dégelis es una ciudad de la provincia de Quebec en Canadá. Está ubicada en el municipio regional de condado de Témiscouata y a su vez, en la región administrativa de Bas-Saint-Laurent. Hace parte de las circunscripciones electorales de Kamouraska-Témiscouata a nivel provincial y de Rimouski−Témiscouata a nivel federal.

## Geografía
Dégelis se encuentra ubicada en las coordenadas 47°33′00″N 68°38′00″O / 47.55000, -68.63333. Según Statistics Canada, tiene una superficie total de 556,64 km² y es una de las 1135 municipalidades en las que está dividido administrativamente el territorio de la provincia de Quebec.

## Demografía
Según el censo de 2011, había 3051 personas residiendo en esta ciudad con una densidad poblacional de 5,5 hab./km². Los datos del censo mostraron que de las 3209 personas censadas en 2006, en 2011 hubo una disminución poblacional de 158 habitantes (-4,9%). El número total de inmuebles particulares resultó de 1517 con una densidad de 2,73 inmuebles por km². El número total de viviendas particulares que se encontraban ocupadas por residentes habituales fue de 1359.